# 크뤼 부르주아

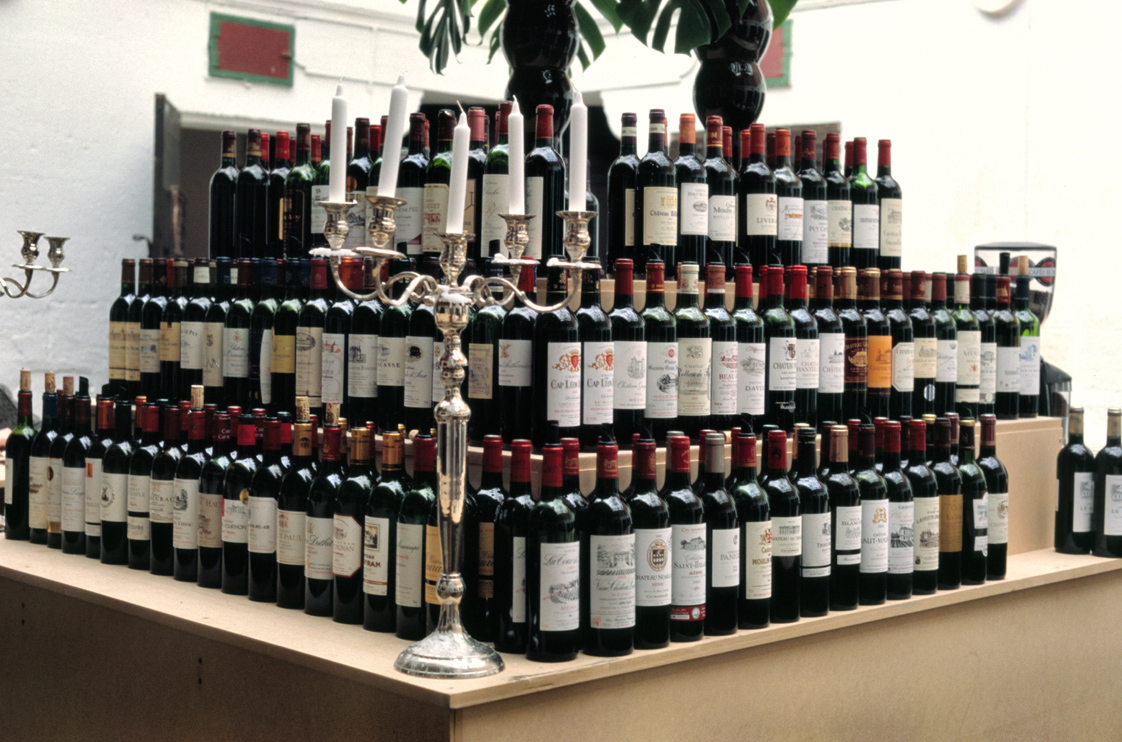
Crus Bourgeois 시음회 2008년 4월

크뤼 부르주아(프랑스어: Cru bourgeois)는 역사적인 1855년 보르도 포도주 분류법에 들어가지 않은 좋은 보르도 포도주의 분류법이다.

## 역사
1855년 이후로도 많은 보르도 포도주들이 품질이 향상되었다. 1900년대에도 1855년 보르도 포도주 분류법 보르도 포도주들의 품질 향상을 반영하지 못했다. 이 사실은 메도크(보르도의 한 지역으로 유명한 포도주 생산지 중 하나) 지역의 포도주 생산자들과 포도주 산업 종사자들은 1932년 새로운 크뤼 부르주아라는 분류법을 제안했다.
1966년 그리고 1978년 프랑스정부에 인정받을 공식 등급을 위해서 두번의 내부적인 경연 대회가 있었다.  이 순위는 2003년 갱신되었고 프랑스 공화국 법령에 의해 크뤼 부르주아 공식 순위(
classement officiel des Crus Bourgeois)가 되었다. 이것은 메도크 지역 8개의 AOC와 관련되어있고 3개의 카테고리가 결정되었다.
- 크뤼 부르주아 (Crus bourgeois) - 151개의 포도밭
- 크뤼 부르주와 쉬페리외르 (Crus bourgeois supérieurs) - 87개의 포도밭
- 크뤼 부르주와 엑셉시오넬 (Crus bourgeois exceptionnels) - 9개의 포도밭

- 부르주아, 쉬페리외르, 엑셉시오넬 순으로 등급이 높은 것이다.
메도크 지역 포도주의 약 44%가 이 크뤼 부르주와에 속한다.

## 분류
- AOC별 분류
  - 메도크(Médoc): 62 포도주 생산자 전체 생산량의 36%가 크뤼 부르주와 등급에 포함된다.
  - 오메도크(Haut-Médoc): 82 포도주 생산자 전체 생산량의 60%
  - 생테스테프(Saint-Estèphe): 36 포도주 생산자 전체 생산량의 48%
  - 포야크(Pauillac): 7 포도주 생산자 전체 생산량의 9%
  - 생쥘리앵(Saint-Julien): 6 포도주 생산자 전체 생산량의 13%
  - 물리장메도크(Moulis-en-Médoc): 14 포도주 생산자 전체 생산량의 63%
  - 리스트라크메도크(Listrac-Médoc): 20 포도주 생산자 전체 생산량의 55%
  - 마르고(Margaux): 20 포도주 생산자 전체 생산량의 28%

목록을 더 보고 싶다면 크뤼 부르주와 협회를 보십시오.
몇몇 크뤼 부르주아 포도주는 그랑 크뤼에 맞먹는 명성을 획득했다. 그런 포도주들은 크뤼 부르주아 엑셉시오넬 (Crus bourgeois exceptionnels) 분류에 들어있다. - 엑셉시오넬 (프랑스어: exceptionnels, 특별한)
다음은 크뤼 부르주아 엑셉시오넬 카테고리에 들어있는 포도주이다.
- 크뤼 부르주아 엑셉시오넬(Crus bourgeois exceptionnels)
  - Château Chasse-Spleen
  - Château Haut-Marbuzet
  - Château Labégorce-Zédé
  - Château Les Ormes de Pez
  - Château de Pez
  - Château Phélan Ségur
  - Château Potensac
  - Château Poujeaux
  - Château Siran